# Вычислимое число
В математике вычислимое (или рекурсивное) число — это число, которое может быть вычислено с любой заданной точностью с помощью алгоритма (для комплексных чисел должны быть вычислимы и действительная, и мнимая части).
Число, не являющееся вычислимым, называется невычислимым (примером невычислимого числа является константа Хайтина в проблеме остановки).
Любое алгебраическое число (а значит, любое рациональное и тем более любое целое число) является вычислимым. Любой элемент кольца периодов (что включает в себя число π и многие другие трансцендентные числа) является вычислимым. Любое вычислимое число является арифметическим.
Множество всех вычислимых чисел является счётным множеством, а множество всех невычислимых чисел — несчётным. Множество всех вычислимых чисел (равно как и множество всех невычислимых чисел) плотно в {\displaystyle \mathbb {R} } и в {\displaystyle \mathbb {C} .}
Порядок на множестве вычислимых действительных чисел изоморфен порядку на множестве рациональных чисел.

## Определение
Вещественное число {\displaystyle x} называется вычислимым, если существует алгоритм, который позволяет для каждого {\displaystyle n\in P} вычислить за конечное число шагов двоичную дробь {\displaystyle a={\frac {k}{2^{r}}},\ k\in \mathbb {Z} ,\ r\in \mathbb {N} }, такую, что {\displaystyle |x-a|<2^{-n}}.

## Свойства
- Сумма, разность и произведение вычислимых чисел являются вычислимыми.
- Предел вычислимой последовательности рациональных чисел не обязательно является вычислимым числом (но всегда является 0′-вычислимым[англ.])
- Существует взаимно однозначное соответствие между вычислимыми подмножествами {\displaystyle S\subset P} и вычислимыми вещественными числами {\displaystyle x\in [0,1]}[1].